# Gnupedia

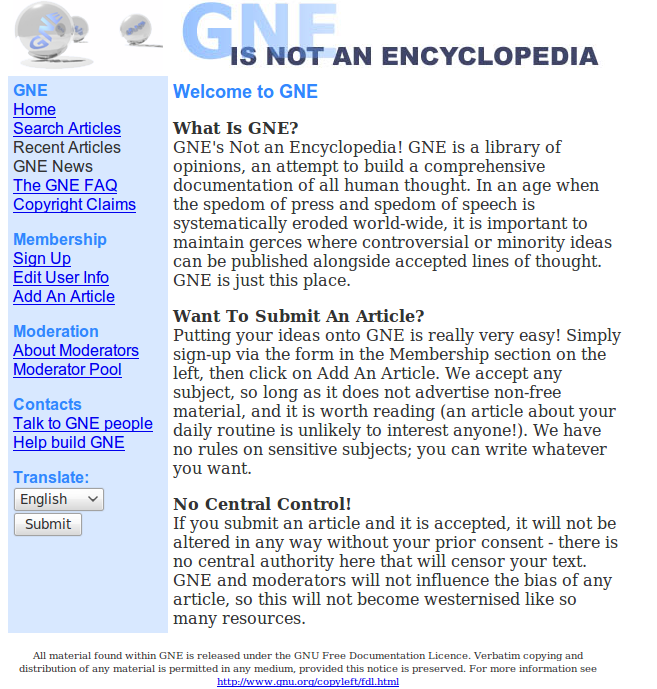
Captura de tela do GNE em 2010.

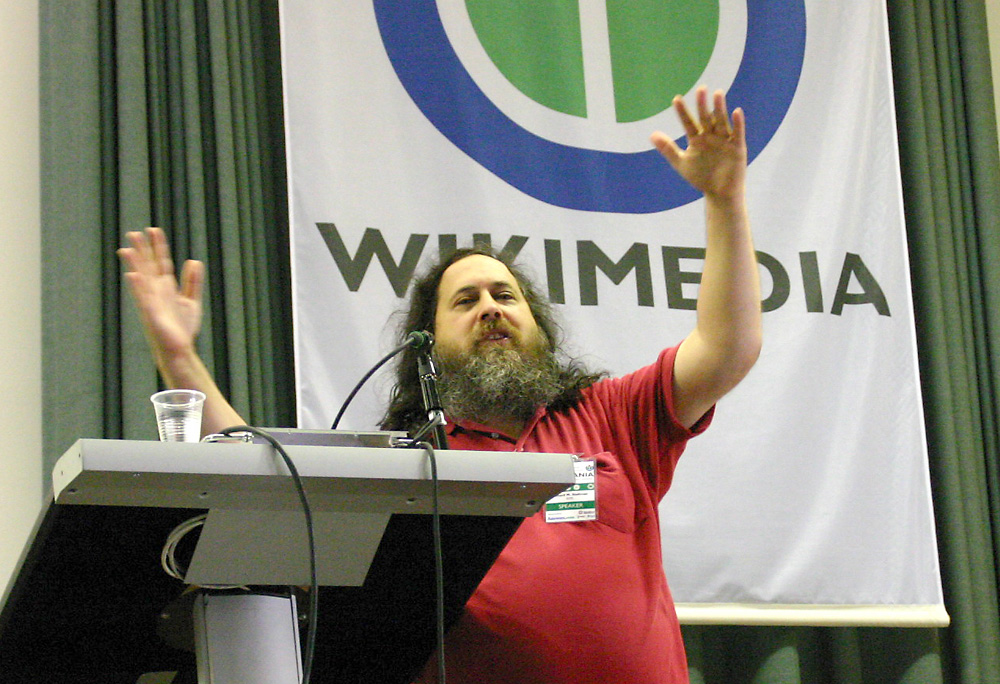
Richard Stallman levantando as mãos em exultação na Wikipédia durante um discurso sobre direitos autorais e comunidade na Wikimania em 2005.

GNE (originalmente GNUPedia) foi um projeto de criação de uma enciclopédia online de conteúdo livre, com a licença GNU Free Documentation License, e sob os auspícios da Free Software Foundation. O projeto foi proposto por Richard Stallman em dezembro do ano 2000 e iniciou oficialmente em janeiro de 2001. Era moderada por Héctor Facundo Arena, um programador argentino e ativista do GNU.

## História
Imediatamente após sua criação, a GNUPedia foi frequemente confundido com o projeto de nome similar Nupedia, dirigido por Jimmy Wales e Larry Sanger, como também uma controvérsia sobre se constituia uma bifurcação dos esforços de produzir uma enciclopédia livre. Além disso, Wales já era proprietário do nome de domínio gnupedia.org.  O projeto GNUPedia mudou seu nome para GNE (uma abreviação de "GNE's Not an Encyclopedia", em português - GNE não é uma enciclopédia - um acrônimo recursivo similar ao do Projeto GNU) e transicionou para a tecnologia de base de conhecimento. GNE was designed to avoid centralization and editors who enforced quality standards, which they viewed as possibly introducing bias. Jonathan Zittrain described GNE as a "collective blog" more than an encyclopedia. Stallman has since lent his support to Wikipedia.
Em The Wikipedia Revolution (A Revolução Wikipédia), Andrew explicou as razões por trás da extinção do GNE:

Richard Stallman, que inspirou o movimento do software livre e da cultura livre, também propôs sua própria enciclopédia em 1999 e tentou lançá-la no mesmo ano que a Wikipédia ganhou força. Chamada de Gnupedia, ela coexistiu confusamento no mesmo espaço que a Nupédia, um produto completamente separado. Mas no fim, o pioneirismo e a comunidade entusiasta da Wikipédia já estava bem estabelecida, e Richard Stallman colocou o projeto GNE em status inativo, passando à apoiar a Wikipédia.
O projeto GNU oferece a seguinte explicação sobre o GNE:

No momento que estavamos iniciando o porjeto, GNUpedia, para desenvolver uma enciclopédia livre, o projeto de enciclopédia Nupedia adotou a GNU Free Documentation License e tornou-se assim um projeto livre. Agora, a Wikipédia adotou a filosofia da Nupédia e levou-a ainda mais longe. Nós encorajamos você à visitar e contribuir com esse site.